# HeadQuake
HeadQuake est un groupe de rock alternatif grec, originaire d'Athènes. Au cours des années 1990, le groupe enregistre plusieurs chansons pour diverses compilations. Malgré de nombreux changements d'artistes, certains des membres principaux initiaux ont réuni le groupe en 1999.

## Biographie
Le groupe est formé en 1992 par les membres fondateurs, issus de groupes bien connus tels que Villa 21, Melting Ashes, Spiders Web, Raw, Jesus Toy, No Way Out, Lazy Suns, et Black Static. Dans les années 1990, HeadQuake participe à plusieurs compilations comme le Sub Collection No. 1: Toxic Babies In a Rock 'n' Roll Land et Metal Hammer GR Compliation, distribué par le magazine Metal Hammer en 1995.
En 2007, soit quinze ans après sa formation, le groupe publie son premier album studio, l'éponyme HeadQuake, au label Sound Effect Records.
Le 2 avril 2016, ils jouent au Pireaus Academy, d'Athènes, avec Monster Magnet.

## Membres
- Dallas K. - chant
- Manolakos A. - guitare, chant
- Banasios T. - guitare, chant
- Papadakis L. - guitare basse
- Dalidis B. - batterie

## Discographie

### Album studio
- 2007 : HeadQuake (Sound Effect Records)

### Apparitions
- 1994 : Sub Collection No. 1: Toxic Babies In a Rock 'n' Roll Land - avec Penetrate My Way (Sub Studio Records)
- 1995 : Metal Hammer GR Compilation - avec Fix (Metal Hammer)
- 1995 : The Thing: From Another World Vol. 1 - avec (For the) Shake of the Psycho (The Thing Magazine)
- 1996 : Live Records vol. 1 - avec Whore (Live Records)
- 2004 : Athens Calling - avec Keep Them Satisfied (Sony Music)